# Corythalia vervloeti
Corythalia vervloeti är en spindelart som beskrevs av Benedicto Abílio Monteiro Soares och Hélio Ferraz de Almeida Camargo 1948. 
Corythalia vervloeti ingår i släktet Corythalia och familjen hoppspindlar. Inga underarter finns listade i Catalogue of Life.